# Parathelges racovitzai
Parathelges racovitzai är en kräftdjursart som beskrevs av R. Codreanu 1940. Parathelges racovitzai ingår i släktet Parathelges och familjen Bopyridae. Inga underarter finns listade i Catalogue of Life.